# قوات الأمن الوطنية الأفغانية
قوات الأمن الوطنية الأفغانية يمكن أن تشير إلى:
- القوات المسلحة الأفغانية.
- الشرطة الوطنية الأفغانية.
- الشرطة المحلية الأفغانية.
- مديرية الأمن الوطني.